# Marianne Breslauer
Marianne Breslauer (verheiratete Marianne Feilchenfeldt; * 20. November 1909 in Berlin; † 7. Februar 2001 in Zürich) war eine deutsche Fotografin zur Zeit der Weimarer Republik und Kunsthändlerin.

## Leben und Wirken
Marianne Breslauer wurde als Tochter des Architekten Alfred Breslauer und der Dorothea Lessing, Tochter des Kunsthistorikers Julius Lessing, in Berlin geboren. Wegen ihrer Bewunderung für die bekannte Berliner Porträt- und Gesellschaftsfotografin Frieda Riess besuchte sie von 1927 bis 1929 die Fotoklasse der Photographischen Lehranstalt Lettehaus in Berlin. Als 20-Jährige bestand sie dort ihr Examen.
1929 nahm sie an der Stuttgarter Ausstellung „Film und Foto“ des Deutschen Werkbundes teil und erfüllte sich den Traum von einem Aufenthalt in Paris. Dort wurde sie kurzzeitig Schülerin von Man Ray, der sie zur Selbständigkeit ermutigte.
„Paris war das Ziel meiner Träume – dort wollte ich, wenn irgend möglich, eine Zeitlang leben“,  schrieb sie später in ihren Memoiren. Sie merkte dort, dass sie angesichts der Dynamik dieser Stadt mit den erlernten Mitteln der Atelier-Fotografie nicht weit kam und ging völlig neue Wege in ihrer Bildsprache. Ihr Interesse galt vor allem Arbeiten wie denen des ungarischen Fotografen André Kertész. Als Ziel ihrer eigenen Arbeit sah sie jedoch vor allem die Reportage-Fotografie unter den Maßgaben des Neuen Sehens. Sie wollte Menschen und ihre Umwelt ablichten und sich dabei die von Erich Salomon gemeisterte Technik der „unsichtbaren Kamera“ zunutze machen.
Marianne Breslauer zeigt einen Blick für dramatisierende Bildkompositionen: Zwei einsame Angler an der Seine rückt sie ins obere Drittel des Fotos und lässt die Pflastersteine den Rest der Fläche und die Komposition des Bildes beherrschen. Das Angehen gegen die zentralperspektivische Hierarchisierung des Bildraumes hatte sie von den Impressionisten gelernt, auf die sie in Paris traf. Es ist zugleich Formenvokabular des Neuen Sehens. Es handelte sich um „Regelverstöße“ gegen die ästhetischen Normen der damals noch vorherrschenden, akademisch gelehrten Fotografie.
Ein Jahr später erhielt sie eine Anstellung am Berliner Fotoatelier Ullstein, das von Elsbeth Heddenhausen geleitet wurde. In deren Dunkelkammer lernte sie alle Arbeitsschritte der Filmentwicklung und der Negativvergrößerung kennen. Bis 1934 veröffentlichte Marianne Breslauer in zahlreichen Zeitschriften wie der Frankfurter Illustrierten, dem Querschnitt, der Dame, dem UHU, dem Weltspiegel und dem Magazin.
Im Jahr 1931 reiste sie nach Palästina, wo einige ihrer bekanntesten Aufnahmen entstanden. Über Ruth Landshoff lernte Marianne Breslauer den „Mädchenkreis“ um die Schweizerin Annemarie Schwarzenbach kennen, mit der sie sich anfreundete und die sie später auf zahlreichen Reisen begleitete. 1933 schickte die Berliner Agentur „Academia“ die beiden Frauen für eine Reportage in die spanischen Pyrenäen; für Schwarzenbach war es der Beginn ihres schriftstellerischen und fotografischen Schaffens. Für Marianne Breslauer ergaben sich erste ernsthafte Probleme mit ihrer jüdischen Herkunft. Sie wurde aufgefordert, ihre Bilder nicht unter ihrem Geburtsnamen zu veröffentlichen, sondern ein Pseudonym zu wählen, was sie aber ablehnte. Ihre dort entstandene Aufnahme Schulmädchen wurde jedoch 1934 auf dem „Salon international d’art photographique“ in Paris als „Bild des Jahres“ ausgezeichnet.
1933 verließ Marianne Breslauer Deutschland. Sie lebte ohne festen Wohnsitz, bis sie 1936 nach Amsterdam zog und den ebenfalls aus Deutschland emigrierten Kunsthändler Walter Feilchenfeldt heiratete. Das Fotografieren gab sie 1937 auf und widmete sich zusammen mit ihrem Mann dem Kunsthandel. Im Januar 1939 wurde ihr erster Sohn Walter geboren; bei Kriegsausbruch im September 1939 befand sie sich mit ihrem Mann in der Schweiz. 1944 wurde der zweite Sohn Konrad geboren.
Nach dem Zweiten Weltkrieg eröffneten sie 1948 eine Kunsthandelsfirma unter eigenem Namen mit dem Schwerpunkt auf französischer Malerei und Zeichnungen des 19. Jahrhunderts. Als 1953 Marianne Breslauers Mann starb, übernahm sie das Geschäft und arbeitete ab 1966 bis 1990 mit ihrem Sohn Walter zusammen. Unter dem Namen Marianne Feilchenfeldt baute sie sich, als eine der ersten Frauen in einer Männerdomäne, eine vielbeachtete Reputation in dieser Branche auf.
In den 1980er-Jahren wurde ihr fotografisches Werk wiederentdeckt, und man widmete ihr zahlreiche Publikationen und Ausstellungen, unter anderem in der Neuen Nationalgalerie in Berlin. Breslauers Nachlass befindet sich in der Fotostiftung Schweiz. Einige ihrer Arbeiten sind auch im Besitz der Berlinischen Galerie. Es handelt sich insbesondere um ihre Abschlussmappen-Arbeiten an der Photographischen Lehranstalt Lettehaus. Sie bildeten zusammen mit reichem weiteren Material aus dem Nachlass die Basis für die Ausstellung im Frühsommer 2010 mit dem Titel „Marianne Breslauer. Unbeachtete Momente. Fotografien 1927–1936“.
Marianne Breslauer war die jüngere Schwester von Agathe Breslauer, die in erster Ehe mit dem Amsterdamer Altphilologen Hendrik Jan de Marez Oyens verheiratet war. Nach der Scheidung ehelichte Agathe den schwäbischen Textilfabrikanten Ernst Saulmann. Das jüdische Paar musste 1935 aus Deutschland fliehen und ließ eine bedeutende Kunstsammlung zurück, die verfolgungsbedingt 1936 im Auktionshaus Weinmüller in München versteigert wurde.
In Paris ist die Allée Marianne-Breslauer nach ihr benannt.

## Auszeichnungen
- 1999: Hannah-Höch-Preis

## Ausstellungen

### Einzelausstellungen
- 1982: Photo-Galerie der Stiftung für die Photographie im Kunsthaus Zürich
- 1987: Das Verborgene Museum, Berlin[4]
- 1989: Neue Nationalgalerie, Berlin
- 2010: Fotostiftung Schweiz, Winterthur[5][6]
- 2010: Berlinische Galerie, Berlin[7]
- 2011: Jüdisches Historisches Museum Amsterdam, Amsterdam[8]

### Gruppenausstellungen
- 2013: Künstlerinnen im Dialog, Das verborgene Museum, Berlin[9]
- 2014: Künstlerinnen im Dialog, Das verborgene Museum, Berlin[10]